# Koźminiec (przystanek kolejowy)
Koźminiec – przystanek osobowy zlikwidowanej w 1986 roku linii Krotoszyńskiej Kolei Dojazdowej relacji Krotoszyn Wąskotorowy - Dobrzyca - Pleszew Wąskotorowy - Pleszew Miasto - Broniszewice. Przystanek został wybudowany w 1900 roku. Znajdował się we wsi Koźminiec, w gminie Dobrzyca, w powiecie pleszewskim, w województwie wielkopolskim.